# 千葉県循環器病センター
千葉県循環器病センター（ちばけんじゅんかんきびょうセンター）は、千葉県市原市にある公立病院。災害拠点病院（基幹災害医療センター）である。旧千葉県立鶴舞病院。

## 沿革
1955年（昭和30年）2月 - 千葉県立療養所鶴舞病院設置。結核病床200床。
1961年（昭和36年）4月 - 千葉県立鶴舞病院に名称変更。
1964年（昭和39年）11月 - 救急医療機関指定。
1971年（昭和46年）6月 - 病床種別変更。結核病床174床、一般病床110床。
1975年（昭和50年）6月 - 結核病棟改築完了。
1975年（昭和50年）7月 - 病床種別変更。結核病床140床、一般病床100床。
1984年（昭和59年）3月 - 病床種別変更。一般病床160床、結核病床80床。
1995年（平成7年）10月 - 千葉県循環器病センター着工。
1998年（平成10年）2月 - 千葉県循環器病センター開院。一般病床220床（開設許可330床）。鶴舞病院閉鎖。
2004年（平成16年）4月 - 地方公営企業法に基づき「千葉県病院局」が設置され、組織の一部となる。
2006年（平成18年）3月 - ガンマナイフ・リハビリテーション棟完成。ヘリポート完成。
2016年（平成28年）10月 - 地域包括ケア病棟開設。
2018年（平成30年）4月 - てんかんセンター開設。

## 診療科
- 循環器科
- 内科
- 外科
- 小児科
- 眼科
- 整形外科
- 形成外科
- 脳神経外科
- 心臓血管外科
- リハビリテーション科
- 耳鼻咽喉科
- 歯科
- 脳卒中治療部
- 成人先天性心疾患診療部
- ガンマナイフ治療部
- てんかん外来

## アクセス
- 小湊鉄道線上総牛久駅から小湊バス「鶴舞バスターミナル行」または「大多喜車庫行」に乗車し、「循環器病センター」下車。
- JR東日本外房線茂原駅から小湊バス「循環器病センター行」または「鶴舞駅行」に乗車し、「循環器病センター」下車。
- 高速バス市原鶴舞バスターミナルから小湊バス「牛久駅行」に乗車し、「循環器病センター」下車。
- コスモス南総「南総コミュニティバス」で「循環器病センター」下車